# Euphrasia setulosa
Euphrasia setulosa är en snyltrotsväxtart som beskrevs av Herbert William Pugsley. Euphrasia setulosa ingår i släktet ögontröster, och familjen snyltrotsväxter. Inga underarter finns listade i Catalogue of Life.